# سالفاتوري سانتورو
سالفاتوري سانتورو (بالإيطالية: Salvatore Santoro)‏ هو لاعب كرة قدم إيطالي في مركز الوسط، ولد في 9 مارس 1999 في نابولي في إيطاليا.

## وصلات خارجية
- سالفاتوري سانتورو على موقع قاعدة بيانات كرة القدم.إي يو (الإنجليزية)
- سالفاتوري سانتورو على موقع Soccerway.com (الإنجليزية)
- سالفاتوري سانتورو على موقع عالم كرة القدم.نت (الإنجليزية)